# 김찬오

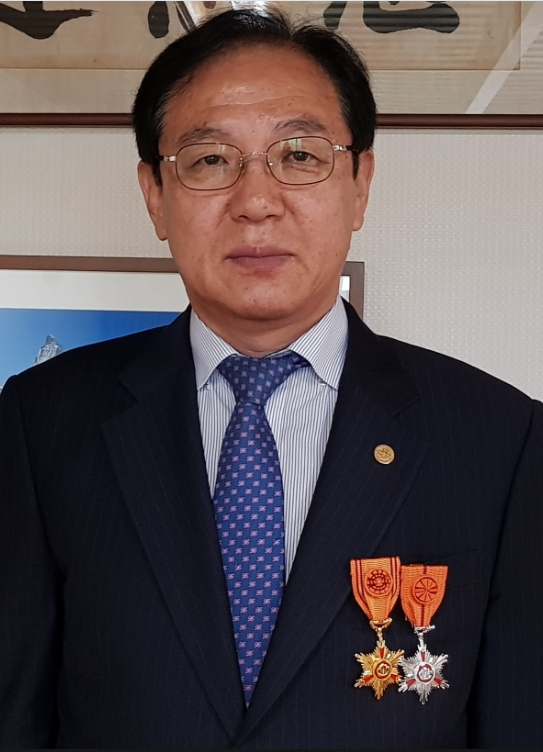
녹조근정훈장 및 근정포장 패용 사진

김찬오(金燦五, 1953년~)는 공학박사로서, 서울과학기술대학교 안전공학과 교수를 역임하며 안전공학에 대한 학문체계를 정립하였고, 우리나라의 국가재난안전관리시스템 구축･운영에 오랫동안 기여하였다. 2025년 현재 전주 김씨 중앙종친회 회장이다.

## 생애
1953년 경상북도 안동시에서 태어나, 초등학교와 중학교를 마쳤다.
대구에서 고등학교를 마치고, 한양대학교 전기공학과를 졸업한 후 한양대학교 산업대학원 공학석사, 한양대학교 대학원 공학박사를 취득하였다.
대학교 졸업 후, 현대건설(주) 관악중기공장에서 안전관리자, 방화관리자를 역임한 인연으로, 1985년 서울과학기술대학교의 전신인 서울산업대학교 안전공학과 교수로 부임하여, 학과장과 교무처장 및 총장 직무대리를 거쳐 2018년 정년퇴임 하였으며, 현재 서울과학기술대학교의 명예교수로 있다. 서울과학기술대학교 재임 동안, 산업현장 안전관리자의 경험을 토대로 우리나라 각 분야의 안전정책에 참여하였으며, 많은 수의 주요 산업현장에 대한 안전진단과 안전교육 및 안전컨설팅을 실시하였다.
2002년 태풍 루사와 2003년 대구지하철 방화참사를 계기로 발족한 행정자치부 재난관리시스템기획단의 국재난관리종합대책 수립 총감수 및 재난 및 안전관리 기본법 제정, 소방방재청 개청에 참여한 이래, 국민안전처, 행정안전부의 정책자문위원(장)을 역임하면서, 국가의 재난안전정책에 깊숙이 참여하여 오늘날 우리나라의 재난안전관리시스템을 정착시키는 데에 큰 역할을 하였다.
특히, 2006년 제2차 재난대응 안전한국훈련 시부터 현재까지 중앙평가단장 및 중앙평가협의회 위원장을 맡아 우리나라의 재난대응체계 구축과 대응역량 강화에 상당한 기여를 한 공로가 있다.
선진안전사회 진입을 위해서는 시민안전의식의 선진화가 중요하다는 생각을 하고, 소방방재청 개청 시부터 정책자문위원회의 총괄부위원장 겸 안전문화분과위원장을 맡아 시민사회의 안전문화운동 확산에 앞장섰으며, 안전생활실천시민연합의 사무총장과 공동대표 및 한국구조연합회의 자문위원장을 역임하면서 시민활동에도 적극적으로 참여하여 활동하였다.
현장 사고조사 경험을 바탕으로 국과수 과학수사자문위원, 산업재해조사위원장, 전기안전사고조사위원장 및 정부 재난사고 합동조사단장 등을 역임하였다.
2018년 대통령직속 규제개혁위원회의 민간위원(장관급)으로 위촉되어 재난･안전･소방･방재 분야의 규제개혁에 적극 참여하였다.
학술활동으로는 대한전기학회 및 한국안전학회, 한국승강기학회의 종신회원, 특히 한국승강기학회를 설립하여 초대 및 2대 회장을 역임하였다.
서울과학기술대학교 재임 동안, 2,000여명의 학부생과 90여명의 박사와 석사를 배출하였으며, 90여편의 논문과 7권의 저서를 발표하였고, 110건의 용역과제를 수행하였다. 안전 분야 혁혁한 공로로 2015년 안전문화유공자로 근정포장을 수상하였으며, 2018년 국민교육 유공자로 녹조근정훈장을 수상했다.

## 경력
전 현대건설(주) 관악중기공장 안전관리자, 방화관리자
서울과학기술대학교 안전공학과 교수/명예교수
전 서울산업대학교(서울과학기술대학교 전신) 교무처장 및 총장직무대리
대한전기학회 및 한국안전학회, 사회안전학회, 한국승강기학회 종신회원
한국조명･전기설비학회, 한국화재･소방학회, 한국방재학회, 한국화재감식학회 정회원
전 사회안전학회 학술부회장
전 한국승강기학회 초대 및 2대 회장
전 산업자원부 기술표준원 승강기전문위원회 위원
전 한국산업안전보건공단 기준제정위원회 위원/장
전 산업자원부 기술표준원 산업표준심의회 전문위원
(사)안전생활시민실천연합 상임이사/사무총장/부대표/공동대표
전 대통령 자문 산업안전선진화기획단 자문위원
전 국무총리실 안전관리대책기획단 및 개선기획단 자문위원
전 산업자원부 기술표준원 제품인증전문위원회 위원장
전 IECEX(국제전기방폭기술) 한국위원회 위원장
전 감사원 재난관리분야 감사자문위원
전 (사)한국구조연합회 자문위원장
전 행정자치부 국가재난관리시스템기획단 정책자문위원
전 대한적십자사 구호사업자문위원회 자문위원
전 소방방재청 정책자문위원회 안전문화분과위원장/총괄부위원장/위원장
전 국립과학수사연구원 과학수사자문위원
재난대응 안전한국훈련 중앙평가단장
전 국가안전보장회의사무처 재난분야 정책자문위원
(사)매경안전환경연구원 사외이사
전 한국산업안전보건공단 KOSHA18001 인증결정위원회 심사위원
전 민주평화통일자문회의 자문위원
전 서울특별시 강남구 자율방재협의회 위원장
전 행정안전부 통합적 재난·안전시스템구축 추진기획단 자문위원
전 행정안전부 정책자문위원회 재난안전분과 위원장
전 한국전기안전공사 전기안전정책자문위원회 위원/장
전 대통령실 국가위기상황센터 정책자문위원
전 산업안전보건 서울선언 실행 국내위원회 위원
전 한국산업안전보건공단 KOSHA 옴부즈만 대표옴부즈만
전 법제처 재난안전분야 국민법제관
전 행정안전부 승강기전문위원회 위원
전 국가과학기술위원회재난‧재해과학기술지원특별위원회 위원
전 서울시 생활안전거버넌스 추진위원회 자문위원장
전 한국수력원자력(주) 경영혁신위원회/미래발전위원회 위원
전 한국산업안전보건공단 사고조사위원회 위원장
전 산업통상자원부 에너지안전전문위원회 위원
전 중앙안전관리민관협력위원회 위원
전 한국승강기안전관리원 비상임이사
행정안전부 재난안전제품 심의위원회 위원
전 한국산업안전보건공단 감사자문위원
전 한국전기안전공사 사고조사위원회 위원장
전 서울메트로 안전자문위원
전 공공안전통신망포럼 산업협의회 회장
전 재난관리평가 중앙합동평가단 위원
전 현대제철(주) 스틸포럼 회원
전 세월호 피해자 지원 및 희생자 추모위원회 위원
전 학교안전공제중앙회 학교안전사고예방연구위원회 위원
전 삼성전자(주) 환경안전자문위원
행정안전부 위기관리매뉴얼협의회 위원
전 국무총리실 정책자문단 자문위원
전 서울특별시 재난관리평가위원회 위원장
전 국민안전처 정책자문위원회 위원/장
전 대통령직속 규제개혁위원회 민간위원
전 가습기살균제사건과 4·16세월호참사 특별조사위원회 자문위원
전 과기정통부 통신재난관리심의위원회 위원
전 (사)대한산업안전협회 특별자문위원
행정안전부 재난안전사업평가단 위원
전 국회 안전한 대한민국 포럼 특별회원
한국교통안전공단(TS) 안전경영위원회 위원
전 행정안전부 소관 위원회 자체평가심의위원회 위원장
전 서울특별시교육청 학교보건진흥원 산업안전보건자문단 위원

## 상훈
서울특별시장 표창(2007.5.19) : 국민생활체육 진흥 및 육성 공로
서울특별시장 표창(2009.12.18) : 국민생활체육 진흥 및 육성 공로
서울특별시장 감사패(2012.12.21) : 생활안전거버넌스 기반 마련 공로
시사투데이 2013 올해의 신한국인 대상(2013.4.4) : 교육인 대상
대한민국 근정포장(2015.11.27) : 안전문화 유공
대한민국 녹조근정훈장(2018.8.31) : 국민교육 유공